# Ikymbon River
Der Ikymbon River ist ein Fluss im Nordwesten des australischen Territoriums Northern Territory. Häufig führt er in der Trockenzeit wenig oder gar kein Wasser.

## Geografie
Der Fluss entspringt an den Osthängen des Mount Thymanan nordöstlich des Gregory-Nationalparks, fließt nach Westen über die Stromschnellen Inukalen-Cataract und mündet etwa 30 Kilometer östlich von Bradshaw in den Angalarri River.